# Харвардска архитектура
Харвардска архитектура (за разлику од Фон Нојманове) подразумева постојање два засебна меморијска простора. Меморију за смештање података, тј. меморију података и меморију за смештање програма, тј. програмску меморију. Обе меморије поседују засебне магистрале тј. разликујемо магистралу података и програмску магистралу. 
Преко програмске магистрале инструкције програма доспевају до управљачке јединице где се декодирају. На основу декодиране инструкције (адресе операнда), преко магистрале података, допрема се захтевани операнд.
Раздвајање меморије на два засебна меморијска простора је учињено ради повећања брзине обраде података, јер се могу истовремено допремати инструкције и операнди. Ова архитектура се најчешће среће у ДСП-овима (Дигитални сигнал процесори) од којих се захтева брза обрада података и рад у реалном времену.
Поред Харвардске архитектуре развијена је и Побољшана Харвард архитектура код које је меморија података подељена на А и Б део који такође поседују засебне магистрале како би се у једном такту могла допремити два операнда процесору.